# العربية الشمالية الغربية
العربية الشمالية الغربية (المعروفة أيضًا بـبدوية بلاد الشام أو البدوية الشرقية المصرية) هي فرع مقترح من اللغة العربية يشمل اللهجات التقليدية البدوية في شبه جزيرة سيناء، النقب، قطاع غزة، جنوب الأردن، والزاوية الشمالية الغربية من السعودية.
لهجة معازة في صحراء مصر الشرقية تتصل بلهجة العبابدة، الذين يتحدثون لهجة أقرب إلى العربية السودانية. تحتاج هذه العلاقة إلى بحث أعمق لتحديد مدى انتماء لهجة المعازة إلى العربية الشمالية الغربية على الأرض المصرية. في السعودية تنتمي لهجات الساحل الشرقي لخليج العقبة، حسمى، وحرة الرحى إلى النوع الشمالي الغربي العربي، بينما لا ترتبط لهجة بلي الجنوبية بشكل وثيق.قالب:مرجع دورية

## التصنيف
تُظهر لهجات العربية الشمالية الغربية عدة ابتكارات مقارنة بـ العربية البروتو:
1. الصوت المجهور للاسم البدائي *q (يُلفظ [g]).
2. ظاهرة غهوة أو متلازمة غهوة: إدخال /a/ بعد X في التسلسلات (C)aXC(V) حيث X هو /h/، /ʿ/، /ḥ/، /ġ/، أو /ḫ/، مثل قهوا تصبح غهوة ("قهوة")، وبغل تصبح بغال ("بغل").
3. يمكن نطق أداة التعريف الـ والضمير الموصول اللّي كجزء مدمج من الكلمة، مثل آلولد، آلجبل. ويُحافظ على /a/ الأولي بعد -ī (-iy) الذي يُحذف: فالبيت، راع-الغنم.
4. احتواء اللهجات على مفردات بدوية نموذجية مثل غوتر ("يذهب")، سولف ("يحكي")، طب ("وصل")، ونشد ~ نشاد ("سأل").
5. غياب التنوين وآثاره.
6. غياب /n/ النهائي في الصيغة المضارعة للشخص الثاني المفرد المؤنث، والشخص الثاني الجمع المذكر، والشخص الثالث الجمع المذكر.
7. الضمير المتصل للشخص الثاني الجمع المذكر هو -كو (-كوي).
8. المتغيرات المشددة -إي و-ني للضمير المتصل في صيغة المتكلم المفرد.
9. الأشكال العامة للجمع مثل هذولا، هذولاك.
10. ظهور /a/ أولي في الصيغ السابعة، الثامنة، والعاشرة في صيغة الماضي، مع التشديد عند الاقتضاء.
11. /a/ أولي في عدد من الأسماء الشاذة (عم، أخت، أخوان، أذن، أفام).

## الأنواع
يمكن تقسيم لهجات العربية الشمالية الغربية إلى فرع غربي يُتحدث في سيناء والنقب، وفرع شرقي يُتحدث شرق وادي عربة. وقد تم تصنيف عدة لهجات من الفرع الشرقي، مثل لهجة زلابية وزوايدة بوادي رم، ولهجة البدول، على أنها ذات صلة وثيقة بالفرع الغربي.
|                                                        | الفرع الغربي                                                                      | الفرع الشرقي               |
| ------------------------------------------------------ | --------------------------------------------------------------------------------- | -------------------------- |
| الباء في المضارع                                       | يُستخدم بشكل منتظم                                                                 | لا يظهر في الاستخدام العام |
| المضاف التحليلي                                        | شغل، شغلة، شغلين، شغلات كعلامات مضافة                                             |                            |
| صيغة المضارع للفعل الأول                               | تناغم الحركات                                                                     | حركة عامة /a/              |
| انعكاسات *aw و*ay                                      | أحادي الحركة جزئيًا؛ أحادي الحركة يتقلب مع الفونيمات الطويلة /ō/ ~ /ū/، /ē/ ~ /ī/. | أحادي الحركة ثابت /ō/ و/ē/ |
| متلازمة غهوة                                           | فقط غهوة                                                                          | غوا ~ غهوة                 |
| I-w في المضارع                                         | يوصل ~ يوصل                                                                       | ياسل                       |
| اللاحقة الضميرية للمفعول به للشخص الثالث المفرد المؤنث | -ها/-هي في النقب                                                                  | -ها                        |
| اللاحقة الضميرية للمفعول به للشخص الثالث المفرد المذكر | مشروطة صوتيًا C-اه/-ه، C-u(h) في جنوب سيناء                                        | C-اه                       |
| الضمير الشخصي للجمع الأول                              | إحنا، أحنا                                                                        | حنا، إحنا                  |
| انعكاس -ا(ء) في البيئات المحايدة                       | -ي                                                                                | -ا                         |

## الأصوات
توجد الحركات في المواضع الطويلة والقصيرة:
|       | أمامي | خلفي |
| ----- | ----- | ---- |
| مغلق  | ‎i‏ ‎iː‏  | ‎u‏ ‎uː‏ |
| متوسط | ‎eː‏    | ‎oː‏   |
| مفتوح | ‎a‏ ‎aː‏  | ‎a‏ ‎aː‏ |

تُعترف بالحركات كألّوفونات في المواضع التالية:
| صوت/فونيما    | ألّوفون     | ملاحظات                                      |
| ------------- | ---------- | -------------------------------------------- |
| i ‎[[[\|i]]]‏   | ‎[[[\|ɪ]]]‏  | في المواضع المرتخية                          |
| u ‎[[[\|u]]]‏   | ‎[[[\|ʊ]]]‏  | في المواضع المرتخية                          |
| u ‎[[[\|u]]]‏   | ‎[[[\|o]]]‏  | عند وقوعها قبل الأصوات المُطبقة               |
| a ‎[[[\|a]]]‏   | ‎[[[\|ɐ]]]‏  | في المواضع المرتخية                          |
| a ‎[[[\|a]]]‏   | ‎[[[\|ɑ]]]‏  | عند وقوعها قبل أو بعد الأصوات المُطبقة        |
| eː ‎[[[\|eː]]]‏ | ‎[[[\|ɛː]]]‏ | عند وقوعها بعد الأصوات الخلفية أو الاحتكاكية |
| oː ‎[[[\|oː]]]‏ | ‎[[[\|ɔː]]]‏ | عند وقوعها قبل الأصوات الطبقية               |
| aː ‎[[[\|aː]]]‏ | ‎[[[\|ɑː]]]‏ | في البيئات الطبقية                           |
| aː ‎[[[\|aː]]]‏ | ‎[[[\|ɐː]]]‏ | عند وقوعها بعد الأصوات البلعومية             |
| aː ‎[[[\|aː]]]‏ | ‎[‎ɛː‏ ~ ‎æː‏]‏  | في المواضع المحايدة في لهجة الترابين         |

## الإمالة

### الإمالة النهائية للكلمة */-ā(ʾ)/
تتميز بعض اللهجات الغربية من العربية الشمالية الغربية (خاصة في وسط سيناء والنقب) بإمالة نهائية في الكلمة لـ *-ā(ʾ) إلى /iy/ في بعض أنماط الأسماء والصفات. يبدو أن الحروف المفخمة تمنع هذا التغيير. الأمثلة التالية مأخوذة من اللهجة النقبية:
- مشتقات *CiCāʾ, *CuCāʾ: شتِي “موسم الأمطار”، حَذِي “الحذاء”، دَعِي “اللعن”، نَدِي “النداء”، زِنِي “الزنا”، غَنِي “الأغنية”، عَشِي “صلاة العشاء”، دَلِي “دلاء (جمع)”، مَلِي “ممتلئ (جمع)”، رَوِي “مرتوٍ (جمع)”، مِي “الماء”
- مشتقات *CiCā, *CuCā: لِحِي “اللحي”، جِرِي “الضيافة”، هَدِي “الهداية الصحيحة”، هَنِي “هنا”
- مشتقات *CiCCā(ʾ), *CuCCā(ʾ): يمْنِي “الجانب الأيمن”، يسرِي “الجانب الأيسر”، سِفلِي “الطاحونة السفلى”، علوِي “الطاحونة العليا”، مِعْزِي “المعز”، حُمِّي “الحمى”، حِنِّي “الحناء”، جُوِّي “الداخل”، حِفِّي “حافي القدمين (جمع)”، موسِي “موسى”، عِيسِي “عيسى”
- الصفة المؤنثة *CaCCāʾ: سودِي “أسود”، طرشِي “أصم”، ترجِي “منحدر (الأرض)”، شهبِي “رمادي أو أزرق فاتح”، حَوِّي “منقط بالأبيض والأسود (حيوان)”، زَرجِي “أزرق”، عَوجِي “معوج”، شَدْفِي “أعسر”، حوْلِي “حَوَل”، سَفْعِي “أسود الأذن (ماعز)”
- جمع التكسير *CaCCā:[9] نَوْمِي “نائمون (جمع)”، مَوْتِي ~ مَاوْتِي “أموات (جمع)”

في لهجات جنوب سيناء، غالبًا ما تؤدي الإمالة النهائية إلى /iʾ/. بعض الأمثلة: إشْتِئ “الشتاء”، جِيئ “جاء”، ذِيئ “هذا، هؤلاء”، تجِبْهِئ “تحصل عليه”، إفْطَرنِيئ “تناولنا الإفطار”. في بعض المجموعات، لكن ليس كلها، يمنع وجود /a/ في مقطع سابق حدوث هذه الإمالة. على غرار لهجات وسط سيناء والنقب، تؤدي إمالة الصفات المؤنثة للألوان والعيوب على نمط CaCCāʾ إلى /íy/ المُشدَّد: سودِي “أسود؛ سيء”.

## الخصائص
فيما يلي بعض الخصائص القديمة التي تم الاحتفاظ بها من العربية الفصحى: 
1. التمييز بين الجنسين في الضمائر وملحقات الضمائر وأشكال الأفعال المتممة في الشخصين الثاني والثالث (جمعًا).
2. إنتاجية صيغة IV (aC1C2aC3, yiC1C2iC3).
3. استخدام /a/ في الأداة التعريفية الـ والاسم الموصول الذي.
4. الاستخدام الواسع لصور التصغير (غليِّل "قليل"، خبَيْز "خبز").
5. غياب الأشكال المشددة للأصوات /g/ (< */q/) و/k/.
6. استخدام حرف الجر في (فِي).
7. النهاية الثابتة للضمير -كي في الشخص الثاني المفرد المؤنث.